# Vulcanii noroioși de la Hașag
Vulcanii noroioși de la Hașag (monument al naturii) alcătuiesc o arie protejată de interes național ce corespunde categoriei a III-a IUCN (rezervație naturală de tip geologic), situată în Transilvania, pe teritoriul județului Sibiu.

## Localizare
Aria naturală se află în extremitatea vestică a județului Sibiu, pe teritoriul administrativ al comunei Loamneș, în partea sud-estică a satului Hașag, Sibiu (în lunca râului Vișa), în imediata apropiere de drumul județean DJ106B; care leagă satul Mândra de Soroștin.

## Descriere
Rezervația naturală a fost declarată arie protejată prin Legea Nr.5 din 6 martie 2000 (privind aprobarea Planului de amenajare a teritoriului național - Secțiunea a III-a - zone protejate, publicată în Monitorul Oficial al României, Nr.152 din 12 aprilie 2000) și se întinde pe o suprafață de un hectar. 
Vulcanii noroioși de la Hașag reprezintă un fenomen geologic și geomorfologic, datorat prezenței sării în scoarța terestră, care în timpul fazelor de cutanare cauzate de presiunea tectonică răbufnesc, formând cute diapire , cu rupturi marginale de strate, ce permit eliminarea gazelor la suprafață. Acest proces antrenează cantități de apă sărată, înmuind marnele care refulează sub formă de noroi, formind mici cratere (conuri vulcanice). Aria protejată are trei conuri, cu mărimi variabile (cel mai mare având un diametru de 50 m și o înălțime de 8 m), împrejmuiți de zone cu vegetație specifică solurilor sărăturate.